# Batalha de Atlanta
A Batalha de Atlanta foi um confronto militar travado durante a Guerra Civil Americana em 22 de julho de 1864, ao sul da cidade de Atlanta, Geórgia, entre os exércitos do governo federal dos Estados Unidos e dos Estados Confederados da América, terminando como uma vitória dos unionistas.

## Contexto
O general Sherman, com a benção do seu comandante, Ulysses S. Grant, havia invadido a Geórgia, com o objetivo de tomar as cidades industriais de Atlanta e Savannah e impor medo na Confederação em mais um movimento do governo federal para encerrar a guerra civil o mais rápido possível.
O general confederado John Bell Hood recebeu a tarefa de defender Atlanta, a capital do estado, que era um importante ponto de junção das ferrovias do sul e um grande centro industrial da Confederação, mas seu exército era inferior ao de Sherman. Hood preferiu ordenar uma retirada e deixou boa parte da zona rural da Geórgia sem defesas, permitindo as forças da União saquearem e viverem da terra. Ao mesmo tempo, Hood ordenou que sua cavalaria seguisse o exército inimigo e fustigasse suas linhas de suprimento. Os confederados então fortificaram as defesas ao redor de Atlanta, com Hood esperando que os federais atacassem suas tropas diretamente. Contudo, o general unionista James McPherson não caiu no ardil e preferiu levar suas forças até Decatur, Geórgia, no lado leste de Atlanta. Duas vezes mais antes do fim da campanha, Hood tentou atrair as tropas da União a avançar contra suas posições, buscando um combate generalizado, porém o exército federal prosseguiu no seu plano original e as instruções de Sherman para marchar pela Geórgia e se apropriar dos recursos locais foram seguidas, em detrimento da população civil local.

## A batalha
O general da União, William Tecumseh Sherman, continuou marchando com suas tropas pela Geórgia para tomar as cidades da região. A luta avançou pelo verão todo de 1864. No contexto da Marcha ao Mar, indo em direção de Savannah, as forças federais viam a tomada de Atlanta como uma prioridade, devido as suas linhas ferroviárias e centros industriais e de suprimentos que abasteciam o exército confederado em todo aquele fronte. Os sulistas continuaram a recuar devido a vantagem numérica das forças de Sherman, abandonando cidades e vilas para os unionistas. O general confederado John Bell Hood, contudo, ergueu suas defesas ao redor de Atlanta e pretendia manter a região a todo o custo. Esperando que o governo federal enviasse reforços para Sherman, Hood decidiu finalmente tomar a iniciativa e lançou seus homens contra as tropas da União. O ataque fracassou e o general Sherman lançou uma contra-ofensiva. Os confederados tentaram se manter na iniciativa e quase conseguiram quebrar as linhas do exército unionista. Ambos os lados sofreram pesadas baixas. O general James B. McPherson da União foi morto em combate durante a luta. A batalha durou todo o dia 22 de julho de 1864 e no final as tropas confederadas recuaram para o interior de Atlanta.
O general Sherman ordenou então o cerco a cidade, bombardeando seu centro com artilharia de longa distância e ordenando que sua infantaria atacasse diversos pontos para manter os defensores confederados sob pressão. Ao mesmo tempo, enviou seus homens para cidades vizinhas, tomando ferrovias e posições defensivas do inimigo. Em 2 de setembro de 1864, dois meses após a derrota do general Hood perante Sherman nas cercanias de Atlanta, os confederados decidiram render a cidade. As tropas nortenhas então marcharam mais ao sul para tomar as cidades de Milledgeville e Savannah durante a chamada "Marcha para o Mar".
A queda de Atlanta teve grandes repercussões políticas. Na eleição presidencial de 1864, o general George B. McClellan, um Democrata, concorreu contra o Presidente Lincoln, em uma plataforma política que exigia o fim das hostilidades e a paz com a Confederação, afirmando que a guerra se arrastava num impasse sangrento. Mas com a tomada de Atlanta e a derrota do exército sulista sob comando do general Hood na primeira capa de todos os jornais do país, significou em um aumento considerável da moral da população no norte. Lincoln acabou se reelegendo com certa facilidade e o movimento pacifista dentro dos Estados Unidos perdeu força. A perda dos seus centros industriais e principais polos populacionais foi significativo para os Confederados. As importantes ferrovias que cortavam o estado da Geórgia também caíram em mãos das tropas da União antes do fim de 1864, precipitando o colapso da causa do sul no ano seguinte.

## A queima de Atlanta
Quando William Sherman derrotou o general Hood em julho e tomou Atlanta em setembro de 1864, ele sabia que não podia ficar na cidade por muito tempo. Suas ténues linhas de suprimento iam de Nashville a Chattanooga, no estado do Tennessee, até o interior da Geórgia. Ainda havia tropas confederadas na região, deixando as ferrovias e bases de transporte fluviais vulneráveis.
Sherman então enviou uma tropa sob comando do general George Thomas de volta para o Tennessee para enfrentar os Confederados por lá enquanto ele mesmo levava suas forças para o sul da Geórgia. Ao abandonar Atlanta, William T. Sherman ordenou que seus soldados ateassem fogo no centro da cidade para destruir tudo de valor que tinha lá, assim impedindo que caísse em mãos inimigas se os confederados decidissem retornar. Estima-se que 40% de Atlanta tenha sido destruída no incêndio que durou dias. Enquanto marchava para o sul, as forças da União sob comando de Sherman adotaram uma política de "terra devastada" em todo o caminho até a cidade de Savannah, conquistada em 22 de dezembro de 1864.
Atualmente em Atlanta existem vários monumentos em respeito à guerra civil. A decisão de Sherman de queimar a cidade foi e ainda é controversa. Para muitos, foi uma necessidade militar exigida pelo conflito. Para outros, foi parte de uma guerra psicológica que teve como proposito apavorar os secessionistas do sul.

## Imagens

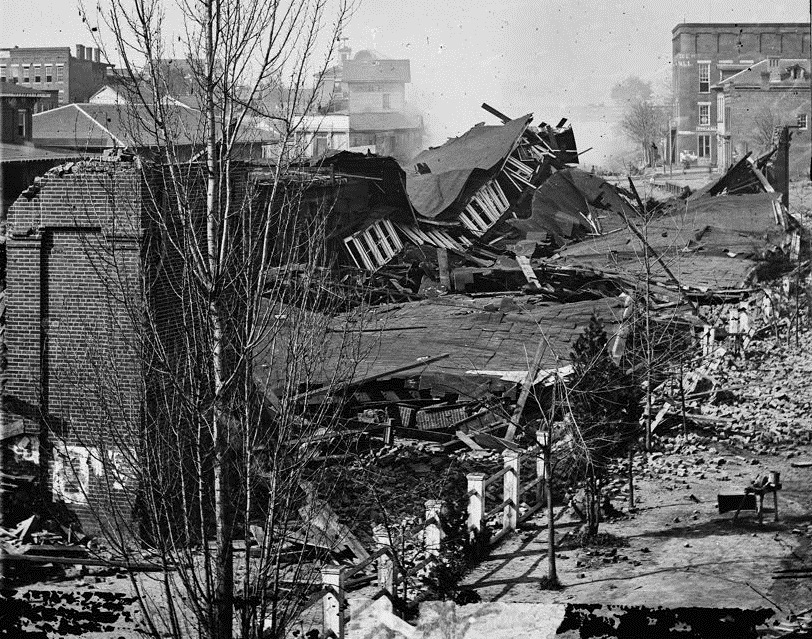
A estação ferroviária de Atlanta, destruída a mando do general Sherman.
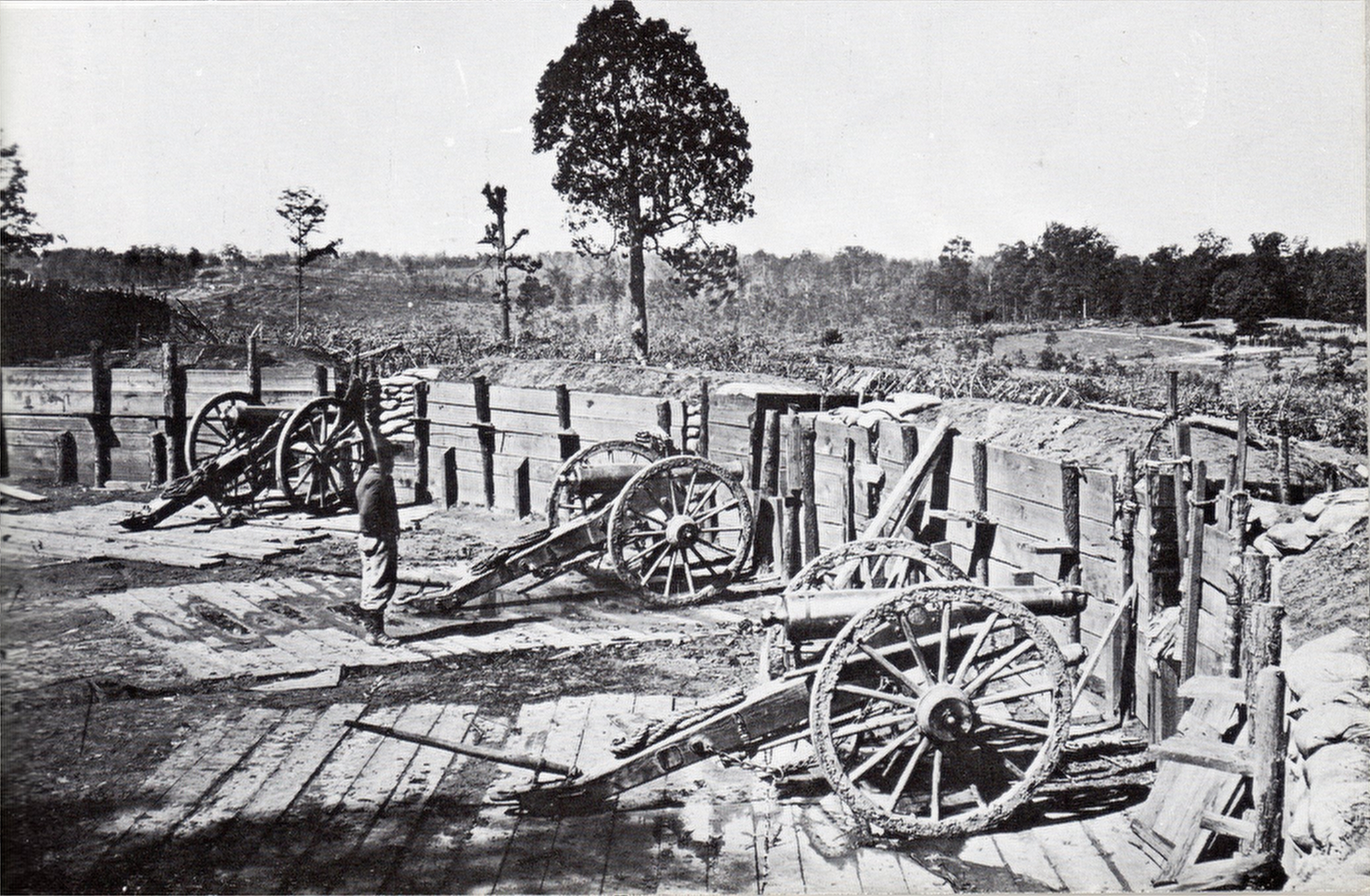
Posições de defesa confederadas.
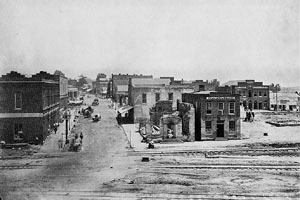
A cidade de Atlanta, parcialmente destruída, perto do fim da guerra civil.